# Frontière entre le Royaume-Uni et l'Union européenne
La frontière entre le Royaume-Uni et l'Union européenne est la frontière délimitant les territoires voisins sur lesquels s'exerce la souveraineté du Royaume-Uni ou de l'un des États membres de l'Union européenne, en l'occurrence l'Espagne, l'Irlande et Chypre. 
Longue de 652 kilomètres pour sa partie terrestre depuis sa création le 1er janvier 2021, elle est constituée par la frontière entre Chypre et les bases d'Akrotiri et de Dhekelia, celle entre l'Irlande et l'Irlande du Nord et celle entre Gibraltar et l'Espagne.
La France a une frontière maritime avec le Royaume-Uni ainsi qu'avec certains territoires britanniques d'outre-mer. La frontière souterraine dans le tunnel sous la Manche, définie par le traité de Cantorbéry, est la seule à ne pas être une frontière maritime.